# Gianluca Maria Tavarelli
Gianluca Maria Tavarelli (Torino, 27 settembre 1964) è un regista e sceneggiatore italiano.

## Biografia
Muove i primi passi nel cinema producendo numerosi cortometraggi in Super8 e 16 mm. Il suo cortometraggio di esordio "Dimmi qualcosa di te" (1989) partecipa a numerosi festival e concorsi in Italia come all'estero e raccoglie diversi riconoscimenti. Nel 1994 debutta al cinema con la produzione indipendente Portami via, presentata alla 51ª Mostra internazionale d'arte cinematografica di Venezia, seguita nel 1999 da Un amore. Nel 2000 si misura con la commedia girando Qui non è il paradiso e nel 2003 dirige Elio Germano e Nicole Grimaudo in Liberi (60ª Mostra internazionale d'arte cinematografica di Venezia). Nel 2006 Non prendere impegni stasera viene presentato in concorso nella sezione Orizzonti della 63ª Mostra internazionale d'arte cinematografica di Venezia.
Nello stesso periodo iniziare a lavorare per la televisione realizzando le fortunate fiction Borsellino (2004) (vincitore del Premio Navicella, RdC Awards 2005, nell'ambito della IX edizione del Festival Tertio Millennio), Maria Montessori - Una vita per i bambini (2007) vincitore del premio come miglior prodotto televisivo al Roma Fiction Fest), Aldo Moro - Il presidente (2008), Le Cose che Restano (2010) (presentato al Festival Internazionale del film di Roma e vincitore del premio come miglior miniserie al Roma Fiction Fest), Il Giovane Montalbano (2012-2015) (Finalista al Prix Europa), Maltese - Il Romanzo del commissario (2017) (finalista ai C21 Awards nella categoria Best Non-English Drama Series e al Prix Europa 2017). In occasione dei premi Flaiano 2021, riceve il premio per la regia televisiva per Chiamami ancora amore.

## Vita privata
Divorziato dalla scenografa Francesca Bocca, è padre dell'attrice Zoe Tavarelli.

## Filmografia

### Regista

#### Cinema
- Portami via (1994)
- Un amore (1999)
- Qui non è il paradiso (2000)
- Liberi (2003)
- Non prendere impegni stasera (2006)
- Una storia sbagliata (2014)
- Indagine su una storia d'amore (2024)

#### Televisione
- Paolo Borsellino – miniserie TV (2004)
- Maria Montessori - Una vita per i bambini – miniserie TV (2007)
- Aldo Moro - Il presidente – film TV (2008)
- Le cose che restano – miniserie TV, 4 episodi (2010)
- Il giovane Montalbano – serie TV, 12 episodi (2012-2015)
- Maltese - Il romanzo del Commissario – serie TV, 8 episodi (2017)
- La mossa del cavallo - C'era una volta Vigata – film TV (2018)
- Non mentire – miniserie TV, 6 episodi (2019)
- Io ti cercherò – serie TV, 8 episodi (2020)
- Chiamami ancora amore – miniserie TV, 6 episodi (2021)
- Everybody Loves Diamonds – serie TV (2023)